# Тамбве, Патийо
Патийо Тамбве Диуф (англ. Patiyo Tambwe Diouf; родился 7 января 1984, Бени, Заир) — конголезский футболист, нападающий.
На протяжении карьеры с 2005 по 2019 год выступал за различные клубы Бельгии, Турции и Вьетнама. В 2015 году стал лучшим бомбардиром вьетнамской V-лиги 1.
Выступал за сборную ДР Конго.

## Карьера

### Начало карьеры и карьера в Европе
Начинал свою карьеру в «Даринг Клаб Вирунга» из города Гома, провинция Северное Киву.
После этого в качестве свободного агента перешёл в «Локерен», за который выступал в трёх сезонах с 2006 по 2008 год. В 62 матчах отметился 15 голами. 28 апреля 2007 года в матче против «Шарлеруа», выйдя на замену во втором тайме, забил хет-трик.
В 2008 году перешёл в «Хаджеттепе», который годом ранее вышел в высший дивизион Турецкого футбола, Суперлигу. В 2009 году подписал контракт с «Генчлербирлиги», за который отыграл 2 сезона. Всего в Турции Тамбве провёл 36 матчей, в которых забил 3 гола.
В 2011 году вернулся в Бельгию в команду второго бельгийского дивизиона «Брюссель», за который сыграл 31 матч и забил 6 голов.

### Карьера во Вьетнаме
После нескольких лет, проведённых в Европе, Тамбве в качестве свободного агента переезжает во Вьетнам. Во Вьетнаме последовательно играл в различных вьетнамских клубах.
Первым клубом стала команда V-лиги 1 «Таньхоа». Тамбве успел провести 9 матчей и отметиться 3 голами, прежде чем клуб в одностороннем порядке расторг с ним договор, не выплатив компенсацию в размере 14.000$. Клуб заявил, что игрок не обеспечивает качество услуг, предусмотренное договором.
В конце 2013 года Тамбве переходит в «Ниньбинь» из одноимённой провинции. В составе этого клуба стал обладателем Суперкубка Вьетнама 2013, при этом его попытка в серии послематчевых пенальти принесла победу команде. В этом сезоне клуб попал в скандал связанный с организацией договорных матчей и был исключен из V-лиги 1.
В связи с этим в 2015 году Тамбве подписал контракт с клубом «Куангнам». Если в предыдущих вьетнамских клубах его ставили в полузащиту, то тренер «Куангнама» вновь передвинул Тамбве в нападение. И это принесло результат. Сезон стал самым успешным в карьере Тамбве: он забил 18 голов в 25 матчах, что составило около трети всех голов команды, и стал лучшим бомбардиром V-лиги 1. По итогам сезона был включен в список кандидатов на звание лучшего иностранного игрока премии «Золотой мяч Вьетнама» 2015 года.
В следующем году «Куангнам» и Тамбве не смогли договориться по новому договору. Клуб предложил игроку зарплату 12.000$ в месяц, а также подписной бонус в размере 120.000$. Тамбве запросил 15.000$ в месяц и подписной бонус 160.000$. Одновременно начал искать варианты в других командах. Процесс переговоров проходил на фоне скандала с руководством «Куангнама» и сопровождался перепалкой в прессе.
После того, как стороны не договорились, Тамбве присоединился к «Кантхо». За «Кантхо» он забил 10 голов в 22 матчах.
В 2017 году заключил контракт с клубом «Куангнинь», где его партнёрами по атаке стали бразилец Жардел Капистрано и россиянин Родион Дьяченко. Совместными усилиями они забили 26 голов из 42 голов команды в этом сезоне. Тамбве отличился 10 раз. Это помогло команде попасть в четвёрку лучших по итогам сезона. В кубке АФК тамбве провёл 5 матчей и забил 2 гола. Также в этом году «Куангнинь» выиграл Суперкубок Вьетнама, Тамбве сделал дубль в финале против «Ханоя».
В сезоне 2018 года «Куангнинь» и Тамбве не договорились по контракту. «Куангнинь», прощаясь с Патийо, сообщил, что у 34-летнего нападающего были проблемы со здоровьем и травмы. Из-за этого Тамбве было трудно найти новую команду. В итоге он вернулся в свою предыдущую команду «Кантхо». За 24 матча он отличился 10 раз, но этого оказалось недостаточно, чтобы спасти команду от вылета во второй дивизион.
В 2019 Тамбве сменил 2 команды, сыграл суммарно 24 матча и забил 7 голов. В последнем матче сезона на 93 минуте отличился в последний раз в карьере. После вылета «Кханьхоа» из высшего дивизиона завершил карьеру игрока.
За всё время выступлений в чемпионате Вьетнама Тамбве провёл 140 матчей и забил 66 голов.

### Международная карьера
Тамбве привлекался к матчам сборной ДР Конго по футболу. В период с 2005 по 2008 год сыграл в 5 матчах за национальную сборную, в том числе в 2 матчах в отборочном турнире к Кубку африканских наций 2008. Забитыми голами не отметился.

### Игровые номера
За время карьеры выступал под различными номерами. 
| Команда           | Игровой номер |
| ----------------- | ------------- |
| Локерен           | 27            |
| Хаджеттепе        | 60            |
| Генчлербирлиги    | 16            |
| Брюссель          | 19            |
| Кантхо, Куангнинь | 10            |
| Намдинь           | 9             |
| Кханьхоа          | 43            |

В сборной играл под 20 игровым номером.

## Персональная жизнь
Во время выступлений за вьетнамские клубы увлекался историей Вьетнама в целом и Вьетнамской войны в частности.

## Статистика

### Клубная статистика
| Клуб             | Сезон            | Лига             | Чемпионат | Чемпионат | Чемпионат | Кубок | Кубок | Кубок | Международные кубки | Международные кубки | Международные кубки | Прочие | Прочие | Прочие | Всего | Всего | Всего |
| Клуб             | Сезон            | Лига             | Игры      | Голы      | Пасы      | Игры  | Голы  | Пасы  | Игры                | Голы                | Пасы                | Игры   | Голы   | Пасы   | Игры  | Голы  | Пасы  |
| ---------------- | ---------------- | ---------------- | --------- | --------- | --------- | ----- | ----- | ----- | ------------------- | ------------------- | ------------------- | ------ | ------ | ------ | ----- | ----- | ----- |
| ДК Вирунга       | 2004/2005        | Линафут          | ?         | ?         | ?         | ?     | ?     | ?     | ?                   | ?                   | ?                   | ?      | ?      | ?      | ?     | ?     | ?     |
| ДК Вирунга       | 2005/2006        | Линафут          | ?         | ?         | ?         | ?     | ?     | ?     | ?                   | ?                   | ?                   | ?      | ?      | ?      | ?     | ?     | ?     |
| Локерен          | 2006/2007        | Жупиле Лига      | 31        | 8         | 0         | 1     | 1     | 0     | -                   | -                   | -                   | -      | -      | -      | 32    | 9     | 0     |
| Локерен          | 2007/2008        | Жупиле Лига      | 30        | 7         | 2         | 1     | 1     | 0     | 0                   | 0                   | 0                   | -      | -      | -      | 31    | 8     | 2     |
| Локерен          | 2008/2009        | Жупиле Лига      | 1         | 0         | 0         | -     | -     | -     | -                   | -                   | -                   | -      | -      | -      | 1     | 0     | 0     |
| Локерен          | Итого            | Итого            | 61        | 15        | 2         | 2     | 2     | 0     | -                   | -                   | -                   |        |        |        | 64    | 17    | 2     |
| Хаджеттепе       | 2008/2009        | Суперлига        | 16        | 3         | 1         | -     | -     | -     | -                   | -                   | -                   | -      | -      | -      | 16    | 3     | 1     |
| Хаджеттепе       | Итого            | Итого            | 16        | 3         | 1         | 0     | 0     | 0     | -                   | -                   | -                   | -      | -      | -      | 16    | 3     | 1     |
| Генчлербирлиги   | 2009/2010        | Суперлига        | 10        | 0         | 1         | 1     | 0     | 0     | -                   | -                   | -                   | -      | -      | -      | 11    | 0     | 1     |
| Генчлербирлиги   | 2010/2011        | Суперлига        | 10        | 0         | 0         | 2     | 1     | 0     | -                   | -                   | -                   | -      | -      | -      | 12    | 1     | 0     |
| Генчлербирлиги   | Итого            | Итого            | 20        | 0         | 1         | 3     | 1     | 0     | -                   | -                   | -                   | -      | -      | -      | 23    | 1     | 1     |
| Брюссель         | 2011/2012        | 2 Дивизион       | 31        | 6         | 1         | -     | -     | -     | -                   | -                   | -                   | -      | -      | -      | 31    | 6     | 1     |
| Брюссель         | Итого            | Итого            | 31        | 6         | 1         | 0     | 0     | 0     | -                   | -                   | -                   | -      | -      | -      | 31    | 6     | 1     |
| Таньхоа          | 2013             | V-лига 1         | 9         | 3         | 0         | 1     | 0     | 0     | -                   | -                   | -                   | -      | -      | -      | 10    | 3     | 0     |
| Ниньбинь         | 2014             | V-лига 1         | 7         | 5         | 0         | -     | -     | -     | 5                   | 2                   | -                   | 1      | 0      | 0      | 12    | 7     | 0     |
| Ангъянг          | 2014             | V-лига 1         | 11        | 3         | 0         | -     | -     | -     | -                   | -                   | -                   | -      | -      | -      | 11    | 3     | 0     |
| Куангнам         | 2015             | V-лига 1         | 25        | 18        | 0         | 1     | 0     | -     | -                   | -                   | -                   | -      | -      | -      | 26    | 18    | 0     |
| Кантхо           | 2016             | V-лига 1         | 22        | 10        | 0         | -     | -     | -     | -                   | -                   | -                   | -      | -      | -      | 22    | 10    | 0     |
| Куангнинь        | 2017             | V-лига 1         | 19        | 10        | 0         | 2     | 1     | 0     | 4                   | 1                   | 1                   | 1      | 2      | 0      | 26    | 14    | 1     |
| Кантхо           | 2018             | V-лига 1         | 24        | 10        | 0         | 1     | 0     | 0     | -                   | -                   | -                   | -      | -      | -      | 25    | 10    | 0     |
| Намдинь          | 2019             | V-лига 1         | 13        | 4         | 2         | -     | -     | -     | -                   | -                   | -                   | -      | -      | -      | 13    | 4     | 2     |
| Кхатоко Кханьхоа | 2019             | V-лига 1         | 11        | 3         | 2         | -     | -     | -     | -                   | -                   | -                   | -      | -      | -      | 11    | 3     | 2     |
|                  | Итого в V-лига 1 | Итого в V-лига 1 | 140       | 66        | 4         | 5     | 1     | 0     | 9                   | 3                   | 1                   | 2      | 2      | 0      | 155   | 72    | 5     |
| Всего за карьеру | Всего за карьеру | Всего за карьеру | 269       | 90        | 9         | 10    | 4     | 0     | 9                   | 3                   | 1                   | 2      | 2      | 0      | 289   | 99    | 10    |

### Матчи за сборную
| № | Дата             | Место проведения | Оппонент | Счёт | Голы | Пасы | Соревнование              |
| - | ---------------- | ---------------- | -------- | ---- | ---- | ---- | ------------------------- |
| 1 | 14 декабря 2005  | Китве            | Замбия   | 1:4  | -    | -    | Товарищеский матч         |
| 2 | 03 сентября 2006 | Киншаса          | Намибия  | 3:2  | -    | -    | Отборочные матчи КАН-2008 |
| 3 | 08 октября 2006  | Триполи          | Ливия    | 1:1  | -    | -    | Отборочные матчи КАН-2008 |
| 4 | 05 февраля 2008  | Марбелья         | Франция  | 0:0  | -    | -    | Товарищеский матч         |
| 5 | 26 марта 2008    | Блида            | Алжир    | 1:1  | -    | -    | Товарищеский матч         |

## Достижения

### Командные достижения
- Обладатель Суперкубка Вьетнама: 2014, 2017[30]

### Личные достижения
- Лучший бомбардир чемпионата Вьетнама: 2015[31]